# Małka Czinka
Małka Czinka (bułg. Малка Чинка) – wieś w Bułgarii, w obwodzie Kyrdżali, w gminie Krumowgrad. W 2024 roku liczyła 75 mieszkańców.